# Eukrithe
Eukrithe is een geslacht van kreeftachtigen uit de klasse van de Ostracoda (mosselkreeftjes).

## Soort
- Eukrithe zhirmunskyi Schornikov, 1975